# Conrad Dietrich Magirus

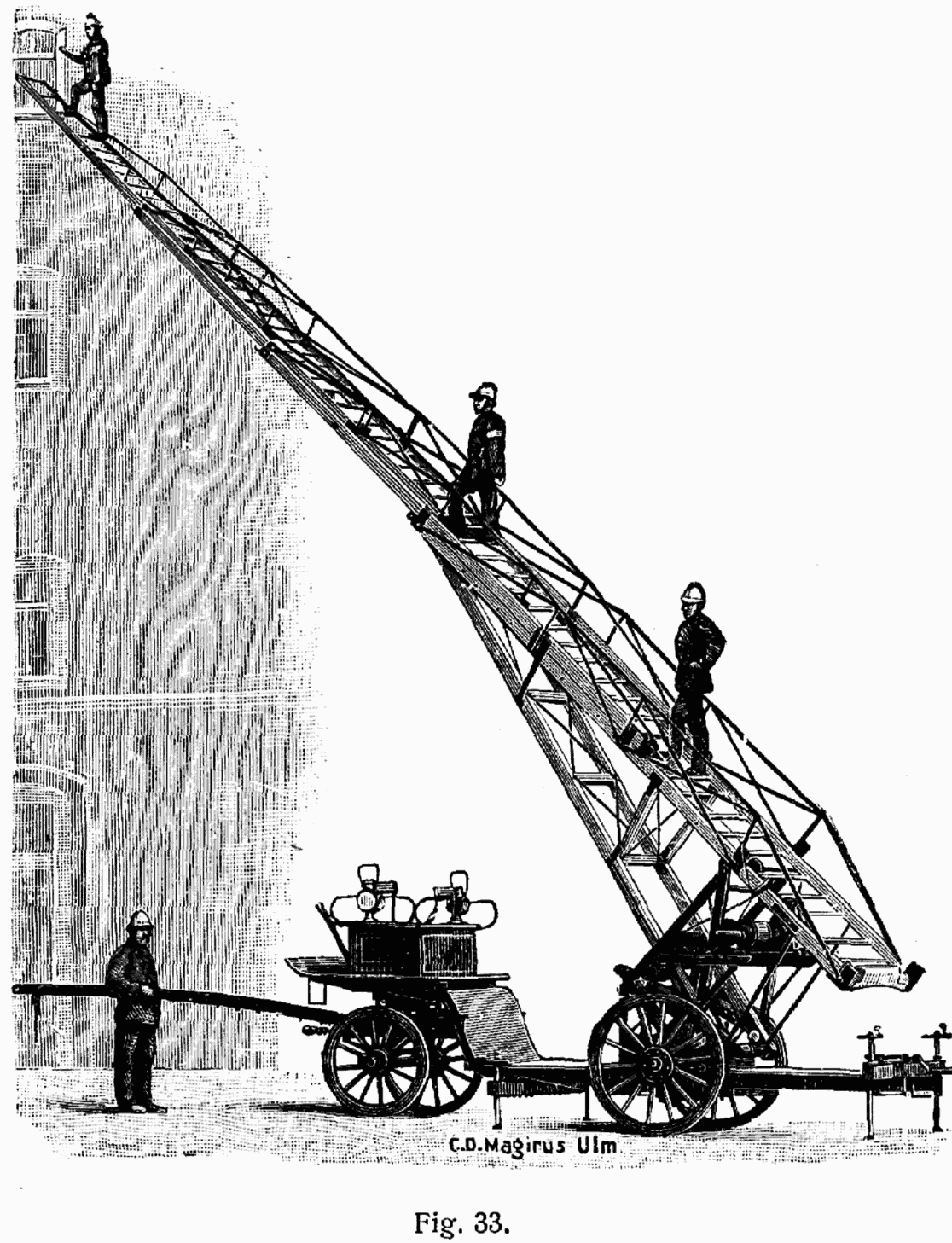
Een vroege ladderwagen van Magirus

Conrad Dietrich Magirus (Ulm, 26 september 1824 - aldaar, 26 juni 1895) was een Duits brandweerpionier en ondernemer. Hij wordt gezien als de uitvinder van de mobiele brandladder.

## Leven en werk
Magirus was de zoon van een kruidenier en fabriekseigenaar en studeerde handelswetenschappen in Napels. Later werd hij directeur van de gymnastiekvereniging van Ulm. In 1846 werd de eerste brandweer opgericht in Ulm. In 1850 nam Magirus het bedrijf van zijn vader over en publiceerde een boek met de geschiedenis van brandbestrijdingstechnieken, Das Feuerlöschwesen in allen seinen Theilen.
Vanwege het succes van zijn inspanningen op het gebied van brandbestrijding en brandveiligheid werd hij in 1853 benoemd tot commandant van de brandweer van Ulm. Op 10 juli van datzelfde jaar was hij de belangrijkste oprichter van het Deutscher Feuerwehrverband, een vereniging van beroepsbrandweerlieden, die nog altijd bestaat. Hij werkte aan het verbeteren van de organisatie en technologie van het brandbestrijdingsproces. Zijn ervaring bij de korpsen bracht hem uiteindelijk op het idee van mobiele brandladders. In 1864 werd hij partner in het nieuw opgerichte bedrijf Eberhardt Brothers, een fabrikant van brandbestrijdingsmiddelen. In 1866, na een meningsverschil met de Eberhardts, richtte Magirus zijn eigen bedrijf voor brandblusmaterieel op. In 1887 droeg Magirus de leiding van het bedrijf over aan zijn zonen Heinrich, Otto en Hermann. Hij overleed in 1895.
In 1911 werd het bedrijf omgedoopt tot "C. D. Magirus AG". Dit bedrijf werd later "Magirus-Deutz" en maakte tot januari 2025 deel uit van Iveco.
Er zijn straten naar hem vernoemd in Ulm, Stuttgart en Berlijn. 
Een jaarlijkse prijs, vernoemd naar Magirus, wordt uitgereikt aan het "Beste brandweerteam van het jaar" in Duitsland.

### Hoogtepunten van het bedrijf
- 1872: een vrijstaande, monteerbare tweewielige ladder werd geproduceerd.
- 1892: de eerste draaitafelladder, met een hoogte van 25 meter, wordt op de markt gebracht.
- 1903: de eerste zelfrijdende stoombrandweerauto wordt gebouwd.
- 1904: 's werelds eerste draaitafelladder met volautomatische aandrijving wordt geïntroduceerd.

## Naslagwerken
- (de)  Helmut Weinand Iveco Magirus: Feuerwehren in Grün, in: Motor-Informations-Dienst, vol.1 maart 2007.
- (de)  Martin Burkhardt Schaffe, schaffe - Pioniergeist macht Industriegeschichte, in: VDI Nachrichten vol.8, September 2000, p.77.

- Gemeinsame Normdatei: 119392119
- International Standard Name Identifier: 0000 0000 2056 8657
- Library of Congress Control Number: no2015062637
- Virtual International Authority File: 18030805
- WorldCat: E39PBJjHbrjbkwgbCvH8hxTJXd